# Leontodon pyrenaicus subsp. herminicus
Leontodon pyrenaicus subsp. herminicus é uma subespécie de planta com flor pertencente à família Asteraceae. 
A autoridade científica da subespécie é Franco, tendo sido publicada em Nova Fl. Portugal 2: 501, 573 (1984).

## Portugal
Trata-se de uma subespécie presente no território português, nomeadamente em Portugal Continental.
Em termos de naturalidade é possivelmente endémica de Portugal Continental.

## Protecção
Não se encontra protegida por legislação portuguesa ou da Comunidade Europeia.